# 谷氨酸脱羧酶
谷氨酸脱羧酶（英語：Glutamate decarboxylase；GAD）是一个催化谷氨酸脱羧为γ-氨基丁酸并释放CO2的酶。此酶使用磷酸吡哆醛作为一个辅因子。此反应以如下方式进行：
HOOC-CH2-CH2-CH(NH2)-COOH → CO2 + HOOC-CH2-CH2-CH2NH2
此酶在哺乳动物中存在着两种亚型，它们分别由两种不同的基因——Gad1与Gad2编码。这些亚型分别是GAD67与GAD65，分子量分别为67与65千道尔顿。GAD1与GAD2在大脑中被表达出来，在此处γ-氨基丁酸被用于作为神经递质，GAD2也会在胰腺中被表达出来。
至少有两种更多的类型，GAD25与GAD44（胎儿；EGAD）被发现于发育中的大脑中。